# Harrow West (circonscription du Parlement britannique)
Circonscription parlementaire de la Chambre des communes
La circonscription d'Harrow West est une circonscription électorale anglaise située dans le Grand Londres, et représentée à la Chambre des communes du Parlement britannique depuis 1997 par Gareth Thomas du Parti travailliste.

## Géographie
La circonscription comprend :
- Le sud-ouest du Borough londonien de Harrow
- La ville de Harrow

## Députés
Les Members of Parliament (MPs) de la circonscription sont :
| Législature                           | Années       | Député             | Député        | Parti        |
| ------------------------------------- | ------------ | ------------------ | ------------- | ------------ |
| Harrow West issue de Harrow et Hendon |              |                    |               |              |
| 38e                                   | 1945–1950    |                    | Norman Bower  | Conservateur |
| 39e                                   | 1950–1951    |                    | Norman Bower  | Conservateur |
| 40e                                   | 1951–1955    | Albert Braithwaite |               | Conservateur |
| 41e                                   | 1955–1959    | Albert Braithwaite |               | Conservateur |
| 42e                                   | 1959–1960    | Albert Braithwaite |               | Conservateur |
| 42e                                   | 1960-1964    | John Page          |               | Conservateur |
| 43e                                   | 1964–1966    | John Page          |               | Conservateur |
| 44e                                   | 1966–1970    | John Page          |               | Conservateur |
| 45e                                   | 1970–1974    | John Page          |               | Conservateur |
| 46e                                   | 1974–1974    | John Page          |               | Conservateur |
| 47e                                   | 1974–1979    | John Page          |               | Conservateur |
| 48e                                   | 1979–1983    | John Page          |               | Conservateur |
| 49e                                   | 1983–1987    | John Page          |               | Conservateur |
| 50e                                   | 1987–1988    | Robert Hughes      |               | Conservateur |
| 51e                                   | 1992–1997    | Robert Hughes      |               | Conservateur |
| 52e                                   | 1997–2001    |                    | Gareth Thomas | Travailliste |
| 53e                                   | 2001–2005    |                    | Gareth Thomas | Travailliste |
| 54e                                   | 2005–2010    |                    | Gareth Thomas | Travailliste |
| 55e                                   | 2010–2015    |                    | Gareth Thomas | Travailliste |
| 56e                                   | 2015–2017    |                    | Gareth Thomas | Travailliste |
| 57e                                   | 2017–2019    |                    | Gareth Thomas | Travailliste |
| 58e                                   | 2019–Présent |                    | Gareth Thomas | Travailliste |

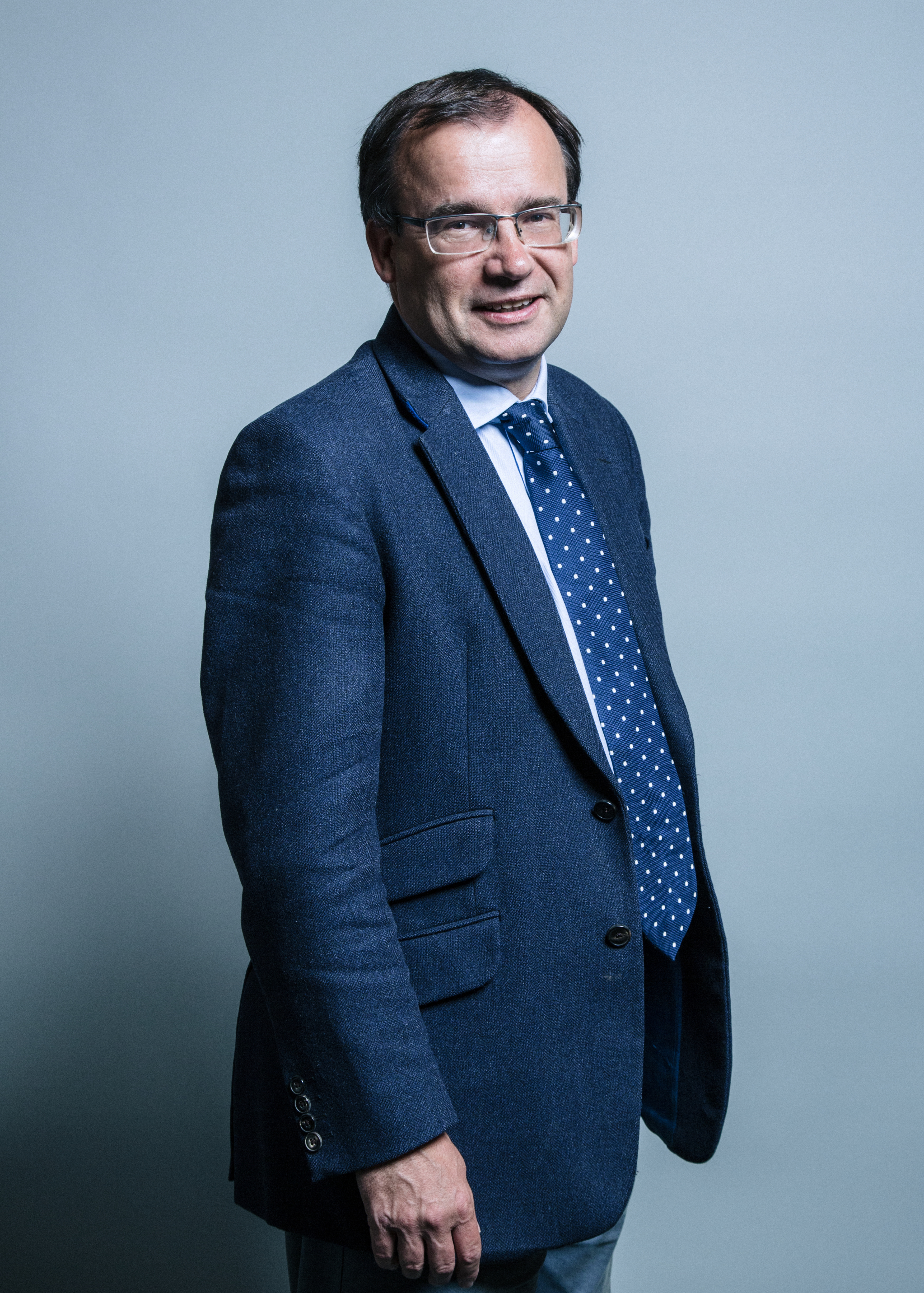
Gareth Thomas (1997-Présent)